# Trigonospila fasciata
Trigonospila fasciata là một loài ruồi trong họ Tachinidae.